# Mistrzostwa Polski w Skokach Narciarskich 2004
79. Mistrzostwa Polski w Skokach Narciarskich – zawody o mistrzostwo Polski w skokach narciarskich, które odbyły się w dniach 28-31 stycznia 2004 roku na skoczni Orlinek w Karpaczu i Wielkiej Krokwi w Zakopanem.
W konkursie indywidualnym na skoczni normalnej zwyciężył Adam Małysz, srebrny medal zdobył Mateusz Rutkowski, a brązowy – Dawid Kowal. Na dużym obiekcie najlepszy okazał się Małysz przed Rutkowskim i Robertem Mateją.
Konkurs drużynowy na normalnej skoczni wygrał zespół AZS AWF Katowice w składzie: Krystian Długopolski, Maciej Maciusiak, Tomasz Pochwała i Tomisław Tajner.

## Wyniki

### Konkurs drużynowy na normalnej skoczni (Karpacz, 28.01.2004)
| Miejsce | Klub                     | Zawodnik             | Skok 1 | Skok 2 | Nota zespołu |
| ------- | ------------------------ | -------------------- | ------ | ------ | ------------ |
| 1.      | AZS AWF Katowice         | Krystian Długopolski | 86,5   | 88,5   | 883,5        |
| 1.      | AZS AWF Katowice         | Maciej Maciusiak     | 79,5   | 78,5   | 883,5        |
| 1.      | AZS AWF Katowice         | Tomasz Pochwała      | 86,0   | 84,5   | 883,5        |
| 1.      | AZS AWF Katowice         | Tomisław Tajner      | 82,0   | 83,5   | 883,5        |
| 2.      | KS Wisła Ustronianka I   | Przemysław Wyrwa     | 79,5   | 82,0   | 863,5        |
| 2.      | KS Wisła Ustronianka I   | Grzegorz Śliwka      | 80,5   | 81,5   | 863,5        |
| 2.      | KS Wisła Ustronianka I   | Rafał Śliż           | 85,5   | 85,5   | 863,5        |
| 2.      | KS Wisła Ustronianka I   | Wojciech Tajner      | 82,0   | 85,5   | 863,5        |
| 3.      | Start Krokiew Zakopane   | Krzysztof Styrczula  | 82,5   | 84,5   | 843,5        |
| 3.      | Start Krokiew Zakopane   | Paweł Urbański       | 82,5   | 84,5   | 843,5        |
| 3.      | Start Krokiew Zakopane   | Sebastian Toczek     | 79,0   | 74,0   | 843,5        |
| 3.      | Start Krokiew Zakopane   | Dawid Kowal          | 84,5   | 85,5   | 843,5        |
| 4.      | WKS Zakopane             | Robert Staszel       | 73,0   | 78,0   | 827,0        |
| 4.      | WKS Zakopane             | Andrzej Dorula       | 77,5   | 79,5   | 827,0        |
| 4.      | WKS Zakopane             | Grzegorz Sobczyk     | 84,5   | 84,5   | 827,0        |
| 4.      | WKS Zakopane             | Robert Mateja        | 86,0   | 85,5   | 827,0        |
| 5.      | TS Wisła Zakopane        | Marcin Mąka          | 76,0   | 76,5   | 813,5        |
| 5.      | TS Wisła Zakopane        | Józef Zygmuntowicz   | 75,0   | 76,5   | 813,5        |
| 5.      | TS Wisła Zakopane        | Janusz Zygmuntowicz  | 77,5   | 75,0   | 813,5        |
| 5.      | TS Wisła Zakopane        | Mateusz Rutkowski    | 90,5   | 92,5   | 813,5        |
| 6.      | KS Wisła Ustronianka II  | Adam Gała            | 76,0   | 76,0   | 770,5        |
| 6.      | KS Wisła Ustronianka II  | Piotr Żyła           | 79,5   | 79,5   | 770,5        |
| 6.      | KS Wisła Ustronianka II  | Mateusz Wantulok     | 74,0   | 78,0   | 770,5        |
| 6.      | KS Wisła Ustronianka II  | Wojciech Cieślar     | 81,5   | 81,0   | 770,5        |
| 7.      | SS-R LZS Sokół Szczyrk   | Robert Dziurkiewicz  | 65,5   | 68,0   | 755,5        |
| 7.      | SS-R LZS Sokół Szczyrk   | Fabian Malik         | 74,0   | 74,0   | 755,5        |
| 7.      | SS-R LZS Sokół Szczyrk   | Wojciech Pawlusiak   | 81,0   | 80,5   | 755,5        |
| 7.      | SS-R LZS Sokół Szczyrk   | Stefan Hula          | 84,5   | 86,5   | 755,5        |
| 8.      | LKS Poroniec Poronin     | Wojciech Janik       | 70,0   | 75,5   | 734,5        |
| 8.      | LKS Poroniec Poronin     | Kamil Stoch          | 86,0   | 87,5   | 734,5        |
| 8.      | LKS Poroniec Poronin     | Stanisław Świder     | 79,0   | 78,5   | 734,5        |
| 8.      | LKS Poroniec Poronin     | Michał Żołnierczyk   | 67,0   | 74,0   | 734,5        |
| 9.      | KS Wisła Ustronianka III | Mateusz Cieślar      | 73,0   | 72,5   | 522,0        |
| 9.      | KS Wisła Ustronianka III | Szymon Badura        | 75,0   | 73,0   | 522,0        |
| 9.      | KS Wisła Ustronianka III | Mariusz Gomola       | 75,5   | 77,0   | 522,0        |
| 10.     | KS Wisła Ustronianka IV  | Piotr Byrt           | 67,0   | 65,0   | 416,5        |
| 10.     | KS Wisła Ustronianka IV  | Tomasz Cieślar       | 68,0   | 67,0   | 416,5        |
| 10.     | KS Wisła Ustronianka IV  | Jarosław Poloczek    | 67,0   | 67,0   | 416,5        |

W konkursie wzięło udział 13 zespołów.

### Konkurs indywidualny na normalnej skoczni (Karpacz, 29.01.2004)
| Miejsce | Zawodnik             | Klub                   | Skok 1 | Skok 2 | Punkty |
| ------- | -------------------- | ---------------------- | ------ | ------ | ------ |
| 1.      | Adam Małysz          | KS Wisła Ustronianka   | 88,5   | 94,5   | 262,0  |
| 2.      | Mateusz Rutkowski    | TS Wisła Zakopane      | 89,5   | 91,0   | 255,5  |
| 3.      | Dawid Kowal          | Start Krokiew Zakopane | 85,0   | 86,5   | 233,5  |
| 4.      | Rafał Śliż           | KS Wisła Ustronianka   | 85,5   | 85,5   | 232,0  |
| 4.      | Robert Mateja        | WKS Zakopane           | 85,0   | 85,5   | 232,0  |
| 6.      | Stefan Hula          | SS-R LZS Sokół Szczyrk | 82,0   | 89,0   | 231,5  |
| 7.      | Kamil Stoch          | LKS Poroniec Poronin   | 86,0   | 85,0   | 231,5  |
| 8.      | Wojciech Tajner      | KS Wisła Ustronianka   | 84,5   | 86,0   | 226,5  |
| 9.      | Grzegorz Sobczyk     | WKS Zakopane           | 83,5   | 86,5   | 225,5  |
| 9.      | Krystian Długopolski | AZS AWF Katowice       | 83,0   | 85,0   | 225,5  |

W konkursie wzięło udział 70 zawodników.

### Konkurs indywidualny na dużej skoczni (Zakopane, 31.01.2004)
| Miejsce   | Zawodnik             | Klub                   | Skok 1 | Skok 2 | Punkty |
| --------- | -------------------- | ---------------------- | ------ | ------ | ------ |
| 1. (1.)   | Adam Małysz          | KS Wisła Ustronianka   | 133,5  | 130,5  | 278,2  |
| 2. (2.)   | Mateusz Rutkowski    | TS Wisła Zakopane      | 129,0  | 133,5  | 275,0  |
| 3. (3.)   | Robert Mateja        | WKS Zakopane           | 121,5  | 119,0  | 230,9  |
| 4. (4.)   | Marcin Bachleda      | AZS AWF Katowice       | 118,0  | 123,0  | 228,8  |
| 5. (6.)   | Kamil Stoch          | LKS Poroniec Poronin   | 112,0  | 124,0  | 220,8  |
| 6. (7.)   | Krystian Długopolski | AZS AWF Katowice       | 116,5  | 114,0  | 212,4  |
| 7. (8.)   | Stefan Hula          | SS-R LZS Sokół Szczyrk | 112,5  | 114,5  | 210,0  |
| 8. (9.)   | Dawid Kowal          | Start Krokiew Zakopane | 116,0  | 113,5  | 209.5  |
| 9. (10.)  | Rafał Śliż           | KS Wisła Ustronianka   | 115,5  | 113,0  | 206,3  |
| 10. (11.) | Tomasz Pochwała      | AZS AWF Katowice       | 114,0  | 113,5  | 203,5  |

W konkursie wzięło udział 60 zawodników. W nawiasach podano miejsce zajęte w zawodach z uwzględnieniem zagranicznych zawodników.
Piąte miejsce w międzynarodowych zawodach zajął Słowak Martin Mesík.